# Sorry We Missed You
Sorry We Missed You is een Brits-Franse dramafilm uit 2019 onder regie van Ken Loach. De hoofdrollen worden vertolkt door Kris Hitchen en Debbie Honeywood.

## Verhaal
Sinds de kredietcrisis van 2008 worstelen Ricky Turner en zijn gezin met geldproblemen. In de hoop financiële stabiliteit te vinden, besluit hij de auto van zijn echtgenote Abbie te verkopen zodat hij het geld in een bestelwagen kan investeren en als pakjeskoerier aan de slag kan. Hij werkt hard, vaak in een race tegen de klok, en ook Abbie heeft als verzorgster geen makkelijke baan. De stressvolle en financieel penibele situatie zet hun gezinsleven zwaar onder druk.

## Rolverdeling
| Acteur           | Personage       |
| ---------------- | --------------- |
| Kris Hitchen     | Ricky Turner    |
| Debbie Honeywood | Abbie Turner    |
| Rhys Stone       | Seb             |
| Katie Proctor    | Liza Jane       |
| Ross Brewster    | Gavin Maloney   |
| Charlie Richmond | Henry Morgan    |
| Alfie Dobson     | Jack O'Brien    |
| Harriet Ghost    | Kantoorbediende |
| Linda Greenwood  | Chauffeur       |

## Productie
Begin mei 2018, op het filmfestival van Cannes, werd het script van Sorry We Missed You aan potentiële distributeurs voorgesteld. Cinéart verwierf op het festival de Belgische en Nederlandse distributierechten.
Voor het sociaal drama werkte regisseur Ken Loach voor de derde keer op rij samen met scenarist Paul Laverty. Voor het hoofdpersonage koos Loach acteur Kris Hitchen, die eerder al een bijrol vertolkt had in The Navigators (2001).
De opnames gingen op 11 september 2018 van start in de regio van Newcastle upon Tyne (Noord-Oost-Engeland) en eindigden in oktober 2018. Er werd gefilmd aan onder meer de Newcastle Labour Club en het bedrijvenpark Team Valley in Gateshead. De vorige film van Loach, I, Daniel Blake (2016), werd in dezelfde regio opgenomen.
De film ging op 16 mei 2019 in première op het filmfestival van Cannes.